# Teairra Marí
Teairra Marí (* 2. Dezember 1987 in Detroit, Michigan) ist eine US-amerikanische R&B-Sängerin. Anfang 2004 wurde sie von Jay-Z bei Def Jam/Roc-a-Fella Records unter Vertrag genommen.

## Karriere
Mit ihrer Debütsingle Make Her Feel Good landete sie im Juni auf Anhieb in den US-Charts. Im August 2005 veröffentlichte sie ihr Debütalbum. Im Jahr 2006 musste sie Def Jam verlassen, daraufhin unterschrieb sie 2007 einen Plattenvertrag mit Interscope. Ihr zweites Album sollte 2009 erscheinen, wurde dann auf 2010 verschoben, letztlich nie veröffentlicht. 2011 unterschrieb einen neuen Plattenvertrag mit Division 1 und Universal. Das Album, das den Namen Sex on the Radio trägt, wird Ende 2012 veröffentlicht.

## Diskografie

### Alben
- 2005: Roc-A-Fella Presents: Teairra Marí
- 2006: Second Round (nicht veröffentlicht)
- 2010: At That Point (nicht veröffentlicht)

### Mixtapes
- 2009: Don't Make Me Cause A Scene
- 2010: Point of No Return
- 2010: The Night Before X-MAS
- 2011: Now or Never
- 2012: Unfinished Business

### EP
- 2003: Get Away
- 2010: Sincerely Yours
- 2012: Sex on the Radio

### Singles
- 2005: Make Her Feel Good
- 2005: Phone Booth
- 2006: No Daddy
- 2008: No No No (Promo)
- 2008: Hunt 4 U (Promo)
- 2009: Cause A Scene (featuring Flo Rida)
- 2010: Sponsor (featuring Soulja Boy & Gucci Mane)
- 2010: Automatic (featuring Nicki Minaj)
- 2011: U Did Dat (featuring 2 Chainz)